# Colias erate
Colias erate är en fjärilsart som först beskrevs av Eugen Johann Christoph Esper 1805.  Colias erate ingår i släktet Colias och familjen vitfjärilar. Inga underarter finns listade i Catalogue of Life.

## Bildgalleri

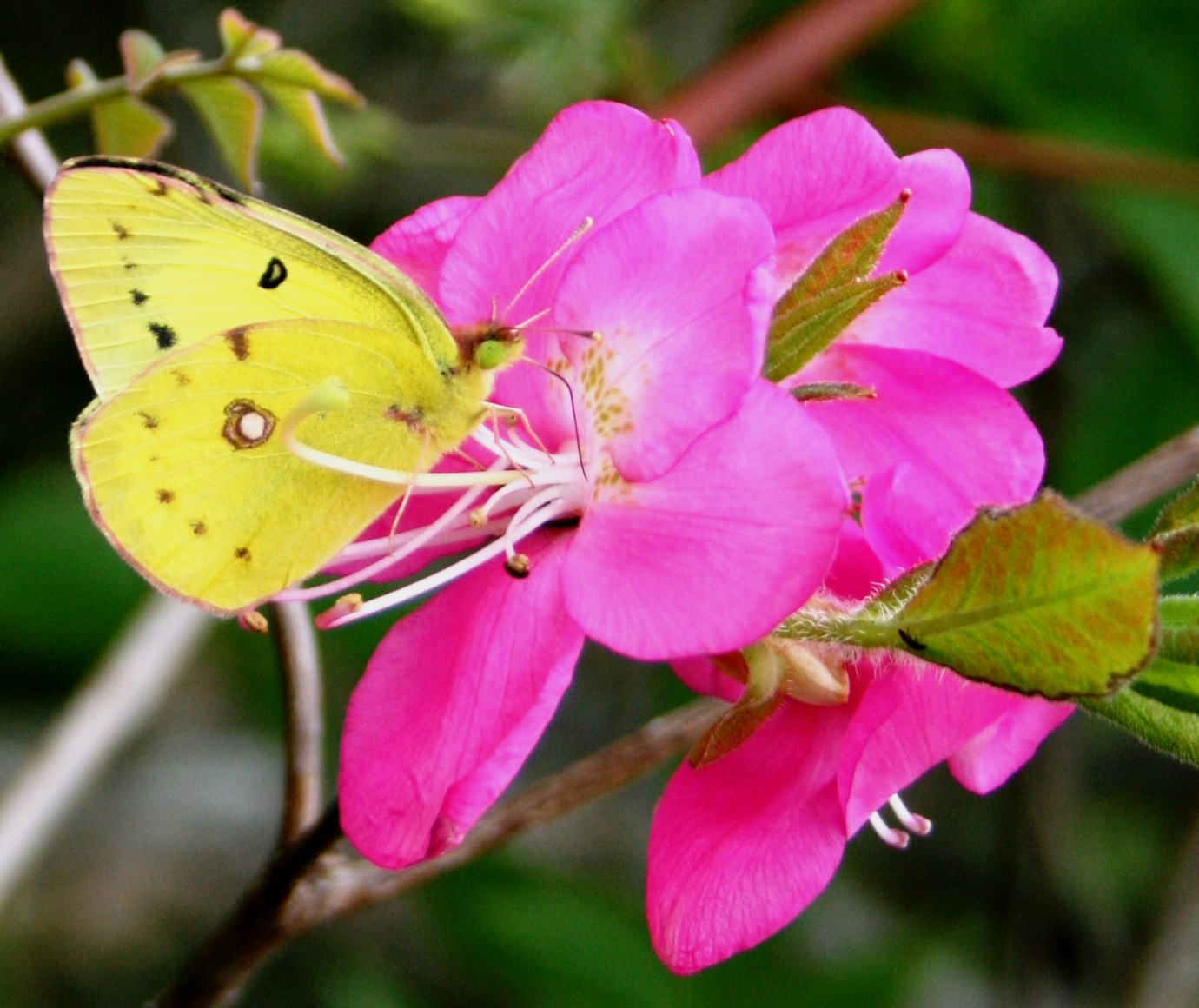